# Atelopus orcesi
Atelopus orcesi é uma espécie de anfíbio anuro da família Bufonidae. Está presente no Equador. Não foi ainda avaliada pela UICN.